# Audi 100 C1
La sigla Audi 100 C1 indica la prima generazione dell'Audi 100, una vettura di fascia medio-alta prodotta dal 1968 al 1976 dalla Casa automobilistica tedesca Audi, all'epoca nota con la ragione sociale Auto-Union Audi.

## Profilo e storia
La rilevanza storica della prima generazione dell'Audi 100 stava nel fatto che si trattava della prima Audi interamente progettata sotto l'egida Volkswagen. La F103, infatti, venne sì commercializzata con il marchio Audi, ma il progetto derivò direttamente da quello relativo alla precedente F102, sviluppatosi invece durante il periodo in cui la Casa dei quattro anelli era sotto il controllo della Daimler-Benz.

### Genesi ed esordio del modello
Nel 1965 la Volkswagen rilevò il 50,3% del pacchetto azionario della Auto Union, fino a quel momento detenuto dalla Daimler-Benz (che a sua volta controllava la Casa di Ingolstadt già dal 1958). Il primo passo compiuto dalla nuova gestione fu quello di eliminare l'utilizzo dei motori a due tempi, ormai decisamente desueti e poco apprezzati. Fu qui che entrò in scena un personaggio assai significativo nella storia della rinascita dell'Audi. Questo personaggio si chiamava Ludwig Kraus, in forza all'Auto Union già dal 1963, quando la Casa dei quattro anelli era ancora sotto l'egida della Daimler-Benz. Fu lui a supervisionare il progetto F103, che avrebbe dato vita a una famiglia di modelli di fascia media, poi commercializzati quando la Casa sarebbe appunto entrata nell'orbita della Volkswagen. Tra le varie novità introdotte con l'arrivo di questa famiglia di modelli, vi fu appunto l'arrivo di un motore a quattro tempi di origine Daimler-Benz e voluto dallo stesso Kraus, che nel frattempo sarebbe passato alla stessa Volkswagen. Ma Kraus si rese conto che un solo modello non avrebbe garantito un futuro stabile al redivivo marchio Audi (ripreso dalla Casa di Wolfsburg all'indomani dell'entrata massiccia nel capitale dell'Auto Union), per cui pensò che sarebbe stato opportuno lavorare al progetto di un nuovo modello di fascia superiore alla F103. D'altra parte, il consiglio d'amministrazione della Volkswagen fu contrario a tale idea e impose invece come compito quello di lavorare a nuove migliorie per la gamma F103, senza pensare minimamente a un nuovo modello. Fu per questo che Ludwig Kraus, per niente convinto dai programmi impostigli, cominciò a lavorare in segreto a un nuovo progetto assieme alla sua équipe di progettisti, parallelamente ai programmi ufficiali della Casa. Ma di lì a non molto, quando venne realizzato il primo modellino in scala ridotta, il progetto clandestino venne scoperto da Rudolf Leiding, già artefice della rinascita dell'Auto Union dopo la fine della guerra e ancora facente parte del direttivo Auto Union Audi dopo l'entrata nell'orbita della Volkswagen. Rudolf Leiding non nascose il suo disappunto e Kraus dovette impegnarsi per convincere il dirigente della bontà delle sue intenzioni e della validità del progetto. Leiding concesse allora ulteriori quattro settimane per permettere a Kraus e compagni di apportare altre migliorie al progetto, dopodiché sarebbe stato costretto a rivelare tutto al consiglio di amministrazione. A termine scaduto, nel novembre del 1966, il consiglio di amministrazione fu informato da Leiding e convocò Kraus per avere spiegazioni al riguardo. Alla fine venne alla luce anche il fatto che Leiding ebbe coperto l'attività parallela di Kraus, per cui entrambi rischiarono grosso per essere andati contro le prescrizioni del consiglio di amministratore. Ma l'ultima parola di Heinrich Nordhoff, all'epoca CEO della Volkswagen, fu finalmente di dare il via libera al progetto di Kraus, progetto che prese ovviamente la sigla F104. Le specifiche dettate a quel punto da Nordhoff furono solo tre: grande commerciabilità (quindi anche grande redditività), peso contenuto e buone prestazioni. Per il resto venne addirittura concessa carta bianca, compresa la possibilità di progettare ex-novo un pianale specifico. Ciò che venne ripreso dalla F103 fu semplicemente l'impostazione stilistica, anche se rivisitata in chiave più moderna. Per quanto riguarda il motore, esso venne anch'esso derivato da quello ad alta compressione montato sotto il cofano della F103, ma venne rivisitato in maniera tale da aumentare la propria cilindrata e per contro perse le proprie caratteristiche relative al rapporto di compressione che venne così ridotto. Il progetto si evolse in maniera piuttosto veloce, basti pensare che la vettura definitiva venne presentata già il 26 novembre del 1968, vale a dire due anni dopo la "scoperta" del progetto clandestino da parte del direttivo della Volkswagen.

#### Design esterno e interno
Come già detto, l'impostazione stilistica della prima generazione dell'Audi 100, nota anche con la sigla C1, riprese diversi elementi della F103, ma ne reinterpretò i caratteri in chiave più moderna proponendo linee più tese e meno morbide. Nel complesso si trattava di una berlina a 3 volumi e a 4 porte dalle proporzioni piuttosto classiche, ma tutt'altro che banale a un occhio più attento. Gran parte della progettazione fu affidata ai computer di allora, che nonostante la tecnologia limitata di cui disponevano, riuscirono comunque a effettuare un lavoro egregio sfruttando il metodo degli elementi finiti. Una delle priorità fu data al miglioramento delle caratteristiche di penetrazione aerodinamica rispetto alla F103: il risultato finale fu un Cx pari a 0,369, che a quell'epoca era un valore di tutto rispetto.
Il frontale, inclinato in avanti, era caratterizzato da una calandra di color nero, tagliata trasversalmente da due baffi cromati al centro dei quali campeggiava lo stemma dei quattro anelli, rimasto invariato nonostante il passaggio dall'utilizzo del marchio DKW a quello del marchio Audi. L'intero frontale, poi, fu circondato da una cornice cromata che racchiudeva anche i fari di forma trapezoidale. La vista laterale permetteva di notare la linea della vettura, più slanciata rispetto ai modelli F103 grazie anche alla linea di cintura bassa, così come basse erano le linee del cofano motore e del vano bagagli. L'intera fiancata fu solcata da una modanatura cromata che ne impreziosiva la vista d'insieme. Ma anche la zona sottoporta e gli archi dei passaruota ricevettero profili cromati per impreziosire la linea della vettura. I caratteri stilistici della coda si distaccarono invece un po' di più da quelli della F103, proponendo linee più pulite, specie per quanto riguarda i gruppi ottici, sempre di forma rettangolare, ma ben più delineati rispetto a quelli del modello di fascia inferiore, nonché più avvolgenti.
L'interno dell'abitacolo si rivelò abbastanza spazioso da dare comodamente ospitalità anche a 5 persone e per viaggi lunghi, ambito per il quale la 100 venne appositamente progettata. Il posto guida si affacciava su di un cruscotto a due grandi strumenti circolari, più altri due strumenti di minor diametro posti al centro del cruscotto stesso, uno sopra l'altro. Il grande volante era a 3 razze, mentre la leva del cambio, che fino alla F103 era sul piantone del volante, venne spostato sul pavimento.

#### Struttura, meccanica e motori
Si è già parlato della ricerca di una maggior penetrazione aerodinamica durante lo sviluppo del progetto F104, ma un altro aspetto che coinvolse strettamente la progettazione della carrozzeria e dell'intera struttura della prima generazione dell'Audi 100 fu quello relativo al contenimento del peso. Sia l'uno sia l'altro aspetto furono volti da una parte al miglioramento delle prestazioni su strada, ma dall'altro anche al contenimento dei consumi di carburante. La struttura generale rimase comunque del tipo a scocca portante, con carrozzeria in lamiera d'acciaio. Ma l'architettura meccanica della vettura, del tipo "tutto avanti" (motore anteriore e trazione sull'avantreno) permisero di risparmiare peso eliminando l'albero di trasmissione. Ciò, unito ad altri numerosi accorgimenti inseriti in fase di sviluppo del progetto F104, permisero di contenere il peso a vuoto della vettura in appena 1.050 kg. La struttura in sé si rivelò comunque alquanto robusta e soprattutto sicura, tanto da andare a soddisfare le normative USA in tema di crash-test.
La meccanica telaistica della 100 C1 prevedeva un avantreno a ruote indipendenti con bracci trasversali, molle elicodali e barra stabilizzatrice, mentre il retrotreno era di tipo più tradizionale, prevedendo uno schema ad assale rigido con barra Panhard e molle a barra di torsione. L'impianto frenante prevedeva dischi all'avantreno montanti entrobordo, cioè direttamente all'uscita del differenziale, mentre al retrotreno vennero montati dei più tradizionali tamburi. Lo sterzo era invece del tipo a cremagliera.
Il motore utilizzato sulle prime Audi 100 fu derivato direttamente dal motore a media compressione montato sulle F103, ma venne ulteriormente evoluto, anche se ciò comportò l'abbassamento del rapporto di compressione, assai alto nel modello di fascia inferiore. Nella 100 C1 tale unità motrice, della cilindrata di 1760 cm³, venne proposto in tre livelli di potenza massima a seconda di quale dei tre livelli di allestimento venisse preso in considerazione. Si ebbero così all'esordio l'Audi 100 di base, con motore da 80 CV, la 100 S, con motore da 90 CV e la 100 LS con motore da 100 CV. Le due versioni più potenti avevano un motore con rapporto di compressione comunque ancora elevato, specie per quegli anni, e pari a 10,2:1, mentre la versione di base vide tale valore scendere a 9,1:1. In ogni caso, però, il cambio era di tipo manuale a 4 marce.

### Carriera commerciale

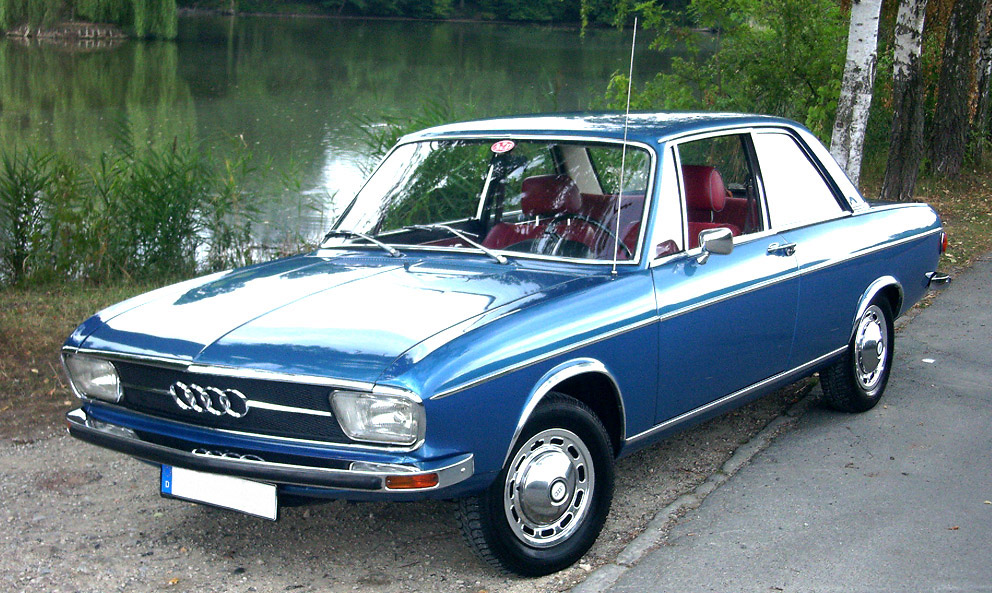
Un'Audi 100 berlina a 2 porte.

La commercializzazione della prima generazione dell'Audi 100 fu avviata servendosi della già presente rete commerciale Auto Union, anziché di quella della Casa madre. I vertici della Casa di Wolfsburg non furono infatti ancora convinti delle potenzialità commerciali di tale modello, per cui preferirono mantenere un certo distacco. La produzione ebbe inizialmente luogo presso lo stabilimento storico di Ingolstadt, che la 100 C1 dovette condividere con il Maggiolino, i cui ampi volumi di produzione spinsero il direttivo Volkswagen a scegliere lo stabilimento bavarese come sito aggiuntivo di produzione oltre a quello di Wolfsburg. Nonostante i dubbi degli "alti papaveri" circa le potenzialità della vettura, già l'anno successivo, al Salone di Francoforte, la 100 C1 venne proposta anche con carrozzeria berlina a 2 sole porte, una versione che tra l'altro era caratterizzata dal montante posteriore leggermente più inclinato, il che rese la linea della vettura ancor più slanciata e dinamica. L'Audi 100 a due porte fu proposta nelle medesime motorizzazioni previste per la berlina a 4 porte. Contemporaneamente, la kermesse tedesca vide la presentazione del prototipo di quella che a partire dal 1970 sarebbe stata commercializzata come Audi 100 Coupé, di fatto una vera e propria coupé costruita su pianale e meccanica derivati dalla berlina.
In realtà, l'Audi 100 non tardò a rivelarsi un successo, grazie alla pulizia delle sue linee e alle sue ottime prestazioni per l'epoca. Un altro dei motivi che spinsero molti acquirenti a rivolgersi ai concessionari Auto Union furono i tempi di attesa molto lunghi per un modello come la Mercedes-Benz W115, la cosiddetta Strich Acht, una delle maggiori concorrenti dell'Audi 100, anch'essa un successo di vendite, ma che faticava a soddisfare la domanda da parte della clientela. Grandi soddisfazioni giunsero anche sul fronte delle esportazioni: l'Italia e i Paesi Bassi furono i due maggiori mercati esteri per l'Audi 100 C1, seguiti dagli Stati Uniti. La vettura cominciò a essere esportata oltreoceano già nel maggio del 1969 assieme alla Super 90 appartenente alla gamma F103. 
Nella seconda metà del 1970, per la gamma delle berline, sia a 2 sia a 4 porte, venne proposto come optional il frontale a doppi fari circolari già previsti di serie nella versione coupé. Sempre nello stesso periodo si ebbero aggiornamenti all'impianto elettrico, all'alternatore e alla batteria, questi ultimi due ora più potenti. Inoltre, la 100 LS venne proposta anche con un cambio automatico a 3 rapporti.

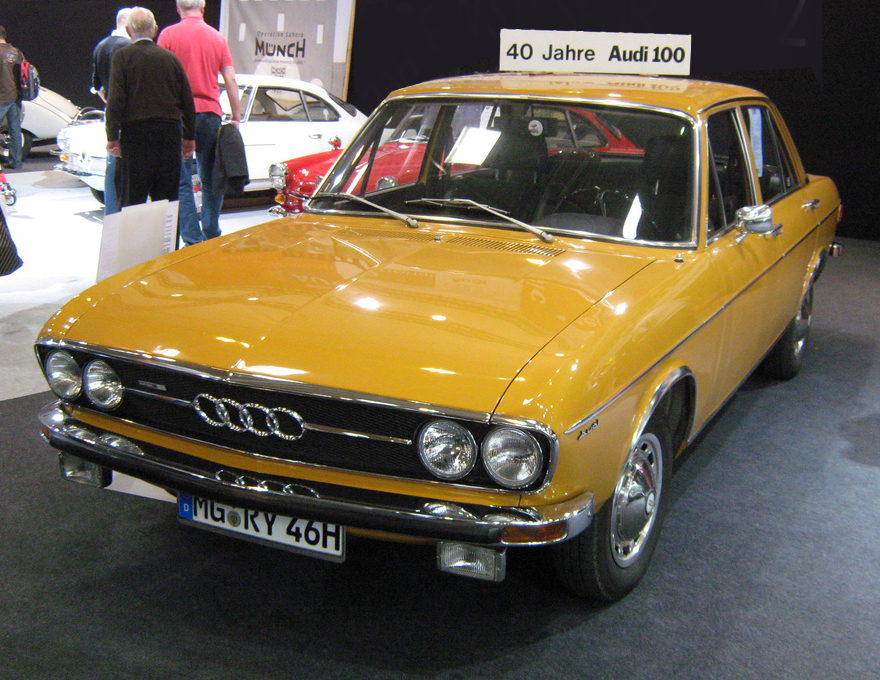
Un'Audi 100 GL.

Nel 1971, la produzione venne trasferita nello stabilimento NSU di Neckarsulm (ormai anche la storica Casa famosa per la Prinz apparteneva alla galassia Volkswagen). Nel settembre dello stesso anno vi furono importanti aggiornamenti alla gamma: la versione di base da 80 CV e la versione S da 90 CV furono sostituite da un unico modello, denominato semplicemente 100, senza sigle di identificazione dell'allestimento, e con potenza massima di 85 CV. Il modello LS rimase pressoché invariato salvo alcuni particolari nell'allestimento: a tale proposito, un nuovo optional introdotto specificamente per tale versione fu lo speciale tetto in vinile nero, previsto per la berlina LS a 2 porte, e che dava un effetto bicolore alla carrozzeria della vettura, contribuendo inoltre a differenziarla ulteriormente dalla berlina a 4 porte. Esteticamente, l'unica variazione di serie su tutta la gamma fu la sostituzione del tappo del serbatoio (in metallo a vista) con un tappo nascosto coperto da un portellino in tinta con la carrozzeria. Al vertice della gamma venne introdotto un nuovo modello, la 100 GL, equipaggiata con lo stesso motore della versione coupé, ossia l'unità da 1871 cm³, che proprio in quella fase evolutiva della gamma venne privato di uno dei due carburatori, risultando così leggermente depotenziato e scendendo da 115 a 112 CV in entrambi i modelli. L'Audi 100 GL fu prevista sia a 2 sia a 4 porte e i fari tondi sdoppiati, optional nelle altre versioni, divennero in questo caso previste nella dotazione di serie. Ma fu in particolare l'allestimento interno a ricevere la maggior parte delle migliorie, riprese dalla ricca versione coupé e che compresero fra l'altro la predisposizione per l'autoradio, il portacenere e l'orologio nella console centrale. Optional fu invece il già citato cambio automatico a 3 rapporti. 

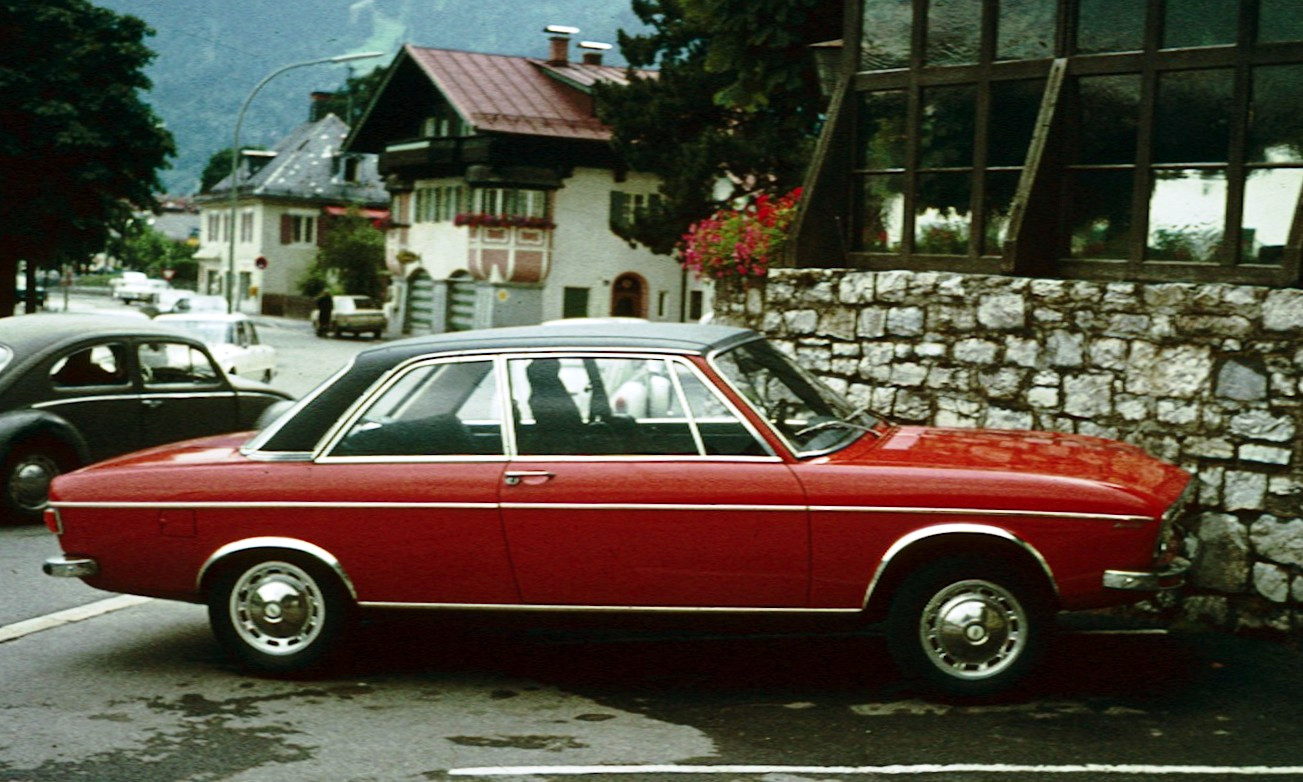
Un'Audi 100 LS con tetto in vinile.

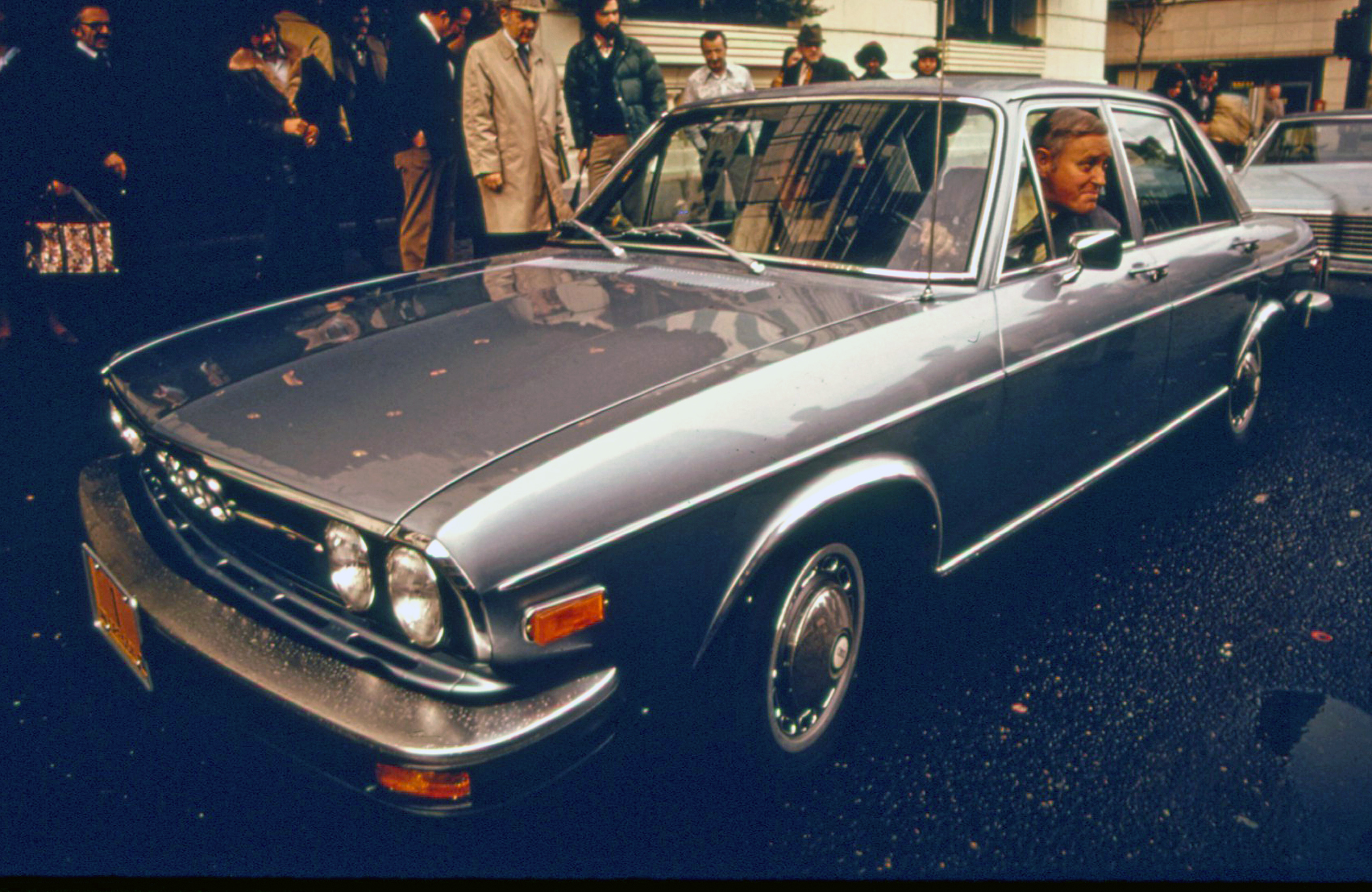
Un Audi 100 C1 per il mercato statunitense.

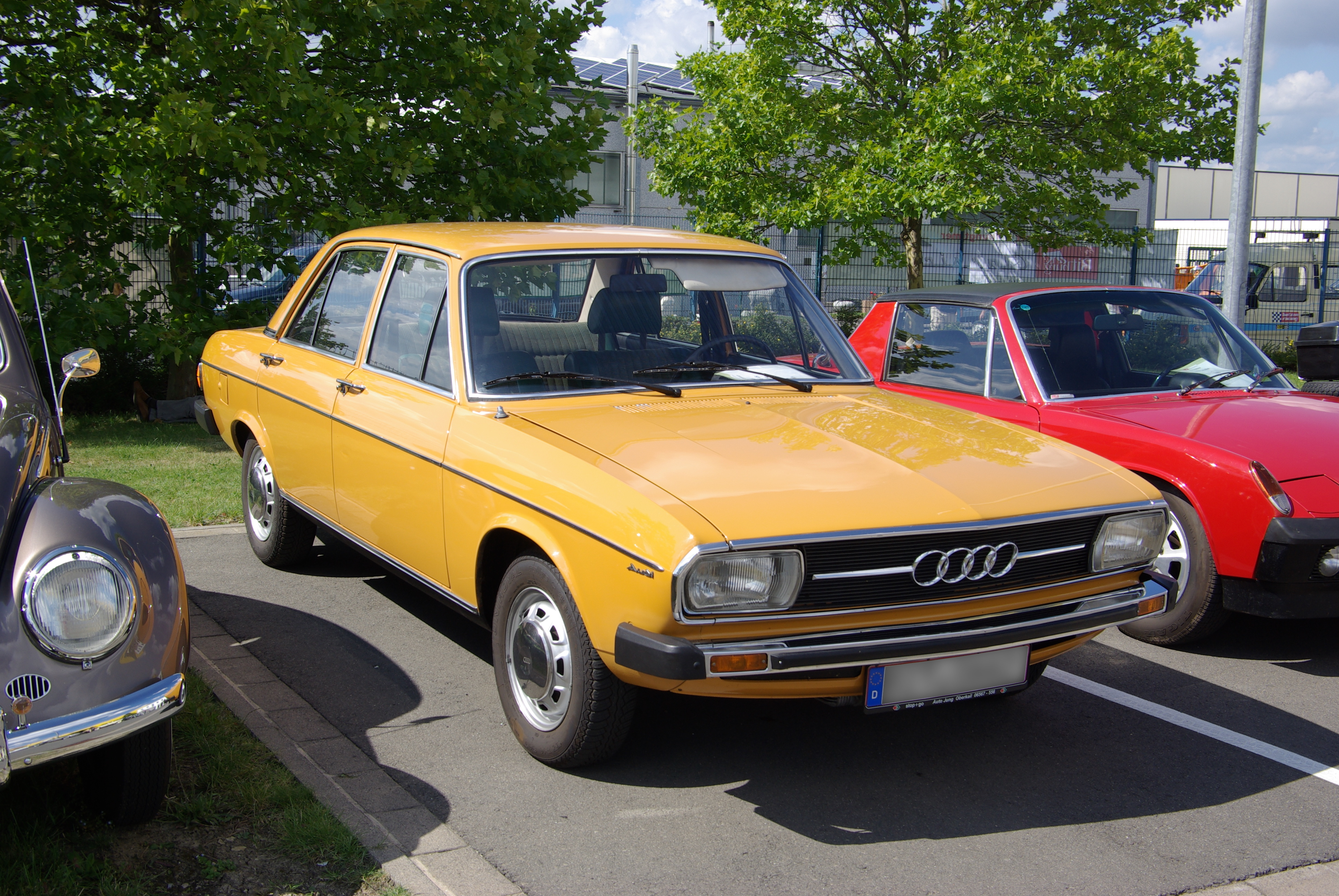
Audi 100 dopo il restyling del 1973

Per il 1972 non vi furono grossi aggiornamenti, mentre nel mese di agosto del 1973 arrivò un nuovo aggiornamento: le novità si concentrarono stavolta nella meccanica, e addirittura nella scocca, dove nella zona anteriore e in quella posteriore vennero ridisegnati alcuni punti per poter ottenere una vettura in grado di montare i nuovi paraurti previsti dalla nuova normativa USA in tema di sicurezza. Per ridurre al massimo l'impatto dei costi di realizzazione di tale aggiornamento, esso venne esteso anche alla produzione destinata ai mercati europei. Per quanto riguarda la meccanica, vi furono interessanti novità, come l'arrivo di un nuovo retrotreno ad assale torcente e a molle elicoidali e di un nuovo sistema frenante a doppio circuito incrociato studiato in modo da accrescere le doti di stabilità della vettura in caso di frenata d'emergenza. Sempre a proposito di freni, un'altra importante novità fu lo spostamento dei dischi freno, non più entrobordo, ma sui mozzi ruota. L'aggiornamento a retrotreno e impianto frenante ebbe tra l'altro come risultato quello di migliorare la stabilità della vettura anche in condizioni di vento laterale. Nuovi supporti motore, poi, migliorarono il comfort acustico all'interno dell'abitacolo. Esternamente, le modifiche stilistiche furono appena percettibili, ma evidenti una volta notate: venne per esempio ridisegnata l'estremità anteriore del frontale, con calandra dai contorni più spigolosi (in precedenza erano più arrotondati), mentre la griglia e il simbolo baffato dei quattro anelli vennero realizzati in plastica e non più in metallo. Posteriormente vennero aggiornati i gruppi ottici con l'arrivo di nuove luci di retromarcia più grandi. Tali gruppi ottici potevano poi essere integrati a richiesta con nuovi retronebbia inseriti sempre nelle plastiche stesse, mentre fino a quel momento erano ottenibili solo come luci aggiuntive al di sotto del paraurti posteriore. Per differenziare maggiormente la versione di base dal resto della gamma, essa venne privata dei profili cromati su passaruota, sottoporta e fiancata. Anche l'allestimento interno ricevette interessanti aggiornamenti, primo fra tutti l'arrivo delle cinture di sicurezza, di serie su tutta la gamma. La lista degli accessori a richiesta si arricchì invece con l'arrivo dell'impianto di condizionamento e del servosterzo.
In alcuni mercati, come ad esempio quello statunitense, accessori come il condizionatore e il servosterzo furono molto graditi, ma in altri mercati, coma ad esempio quello svedese (dove la vettura dovette fronteggiare modelli già affermati come le Volvo della Serie 100), fu necessario introdurre nella dotazione di serie un accessorio come il lavafari, importante in un Paese spesso soggetto a intemperie, fango e neve. Nei restanti mercati europei ove commercializzata, l'Audi 100 C1 propose tale accessorio solo a richiesta.
Il tempo di saggiare l'accoglienza dell'aggiornamento del 1973 ed ecco che già il 9 gennaio del 1974 il consiglio di amministrazione della Audi NSU Auto-Union GmbH approvò la serie di aggiornamenti a cui i progettisti avrebbero dovuto lavorare per introdurli nella seconda metà dell'anno corrente. Gli aggiornamenti meccanici più consistenti si ebbero stavolta nell'avantreno, dove i dischi freno vennero stavolta montati fuoribordo, in corrispondenza del mozzo ruota. Dall'Audi 80 B1 derivarono altri aggiornamenbti e ritarature delle sospensioni, specie all'avantreno, sempre atte al miglioramento della stabilità su strada. Una delle maggiori novità si ebbe però sul fronte della gamma motori, dove la versione di base rinunciò al 1.8 da 85 CV per accogliere sotto il cofano il motore EA827, già introdotto nel 1972 come unità da 1.3, 1.5 e 1.6 litri sotto il cofano dell'Audi 80. Nel caso della 100 C1, venne montata l'unità di cilindrata maggiore, da 1588 cm³ e in grado di erogare sempre 85 CV (come nel caso del precedente 1.8 di base), ma con costi di esercizio inferiori. In questo modo, si volle fornire un aiuto in più a coloro che preferivano orientarsi su una 100 in allestimento economico, fornendo loro una motorizzazione leggermente meno impegnativa, una trovata commerciale utile in tempi di crisi petrolifera. Il modello così equipaggiato prese il nome di 100 L e si differenziò dal resto della gamma anche per altri dettagli nascosti, come l'adozione di una coppia conica più lunga (per permettere un maggior risparmio di carburante) e di una batteria di minor potenza, comunque adeguata, ma in grado di consentire un maggior risparmio al costruttore tedesco.
La crisi petrolifera in atto, fra l'altro, impose ulteriori soluzioni per il mercato USA, le cui severe normative avrebbero altrimenti messo fuori gioco modelli come le stesse Audi 100 prodotte fino a quel momento. Per questo, dal 1975 venne introdotta una versione a iniezione K-Jetronic, come già detto, riservata solo al mercato statunitense. Qui la prima generazione dell'Audi 100 rimarrà in commercio fino al 1977, un anno dopo la cessazione della produzione negli stabilimenti tedeschi, avvenuta all'inizio dell'estate del 1976. Verrà rimpiazzata immediatamente dalla seconda generazione.

### Tabella riepilogativa
Di seguito vengono riepilogate le caratteristiche delle varie versioni previste per la gamma dell'Audi 100 nel mercato europeo. I prezzi riportati si riferiscono al momento dell'esordio nel mercato tedesco:

### Prototipi e fuoriserie derivati

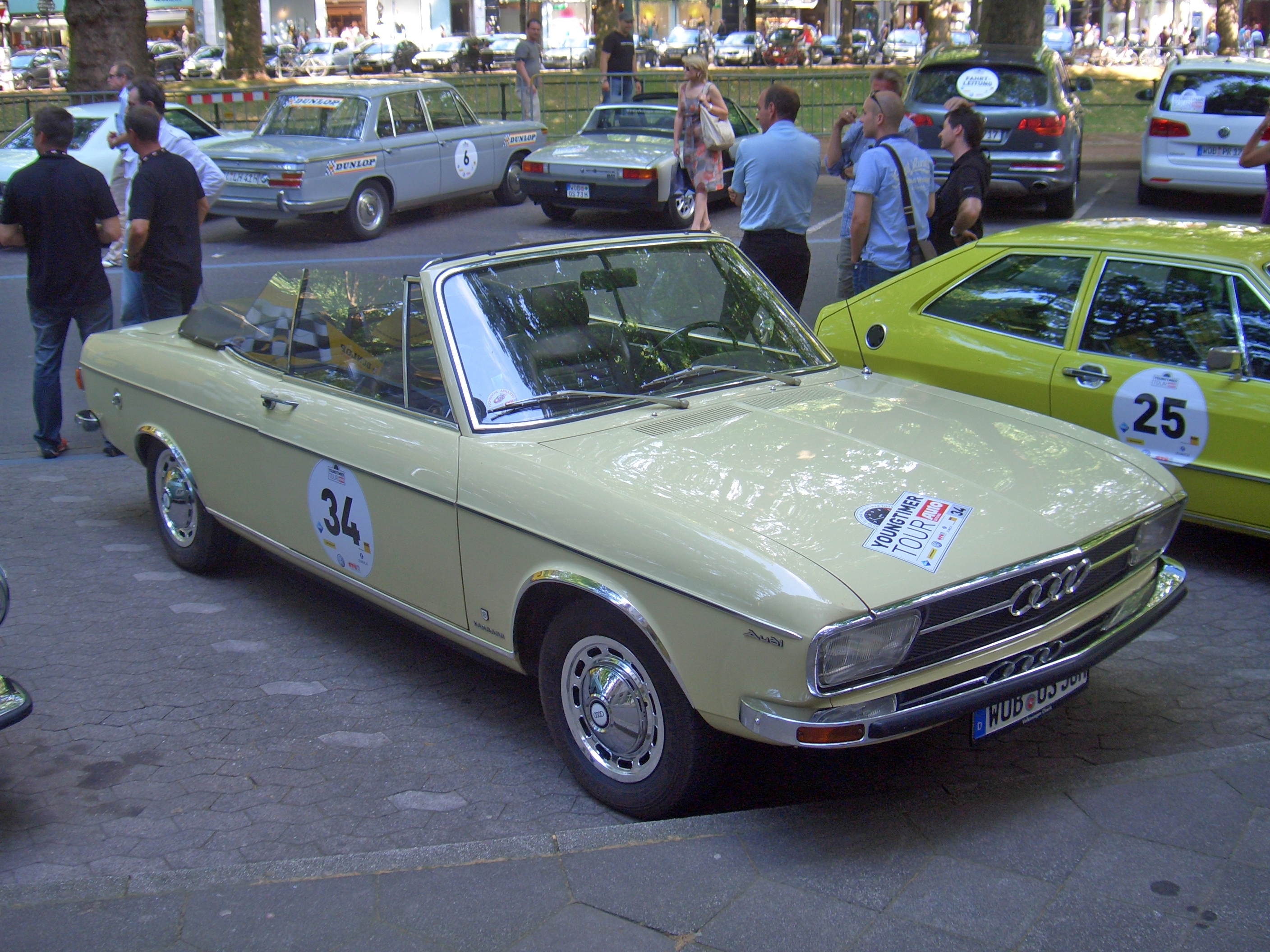
L'Audi 100 Cabriolet di Karmann.

Dell'Audi 100 vennero approntati anche alcuni esemplari fuoriserie e persino alcuni prototipi dotati di motori sperimentali decisamente fuori dal coro e che all'epoca erano oggetto di studi approfonditi presso alcune Case automobilistiche. Per esempio, nel primo quadrimestre del 1971 vennero approntati tre prototipi di Audi 100 dotati di motore KKM 622, ossia un motore Wankel derivato da quello della NSU Ro 80 e teso a sperimentare le possibilità di applicazione di tale motore su una vettura di fascia alta come appunto la stessa Audi 100. Date le difficoltà di messa a punto di questo motore, e la sua scarsa affidabilità, il progetto non andò in porto e la possibilità di portare alla produzione di serie un modello come l'Audi 100 con motore Wankel rimase solo sulla carta.
Tre carrozzieri tedeschi proposero altrettante interpretazioni in chiave cabriolet dell'Audi 100: questi carrozzieri furono la Karmann, la Deutsch e la Crayford, che realizzarono delle eleganti varianti "aperte" sulla base della berlina tedesca. Tali varianti furono proposte alla Casa madre per vagliare la possibilità di una sua produzione in serie. Purtroppo, però, la proposta venne respinta. Sempre dalla carrozzeria Crayford venne un'ulteriore proposta di fuoriserie su base Audi 100, questa volta reinterpretata in chiave giardinetta.. Ma anche in questo caso, la Casa non aderì all'iniziativa e anche la giardinetta rimase solo sulla carta.